# Solanillos del Extremo
Solanillos del Extremo ist ein Ort und eine Gemeinde (municipio) mit 77 Einwohnern (Stand: 2024) im Südwesten der Provinz Guadalajara in der Autonomen Gemeinschaft Kastilien-La Mancha. 

## Lage und Klima
Solanillos del Extremo liegt in einer Höhe von ca. 995 m in der Kulturlandschaft der Alcarria. Die Entfernung zur westsüdwestlich gelegenen Provinzhauptstadt Guadalajara beträgt etwa 39 Kilometer (Fahrtstrecke). Das Klima ist gemäßigt bis warm; Regen (569 mm/Jahr) fällt übers Jahr verteilt.

## Bevölkerungsentwicklung
| Jahr      | 1970 | 1981 | 1991 | 2001 | 2011 | 2021 |
| Einwohner | 203  | 120  | 103  | 115  | 106  | 87   |

## Sehenswürdigkeiten
- Jakobuskirche

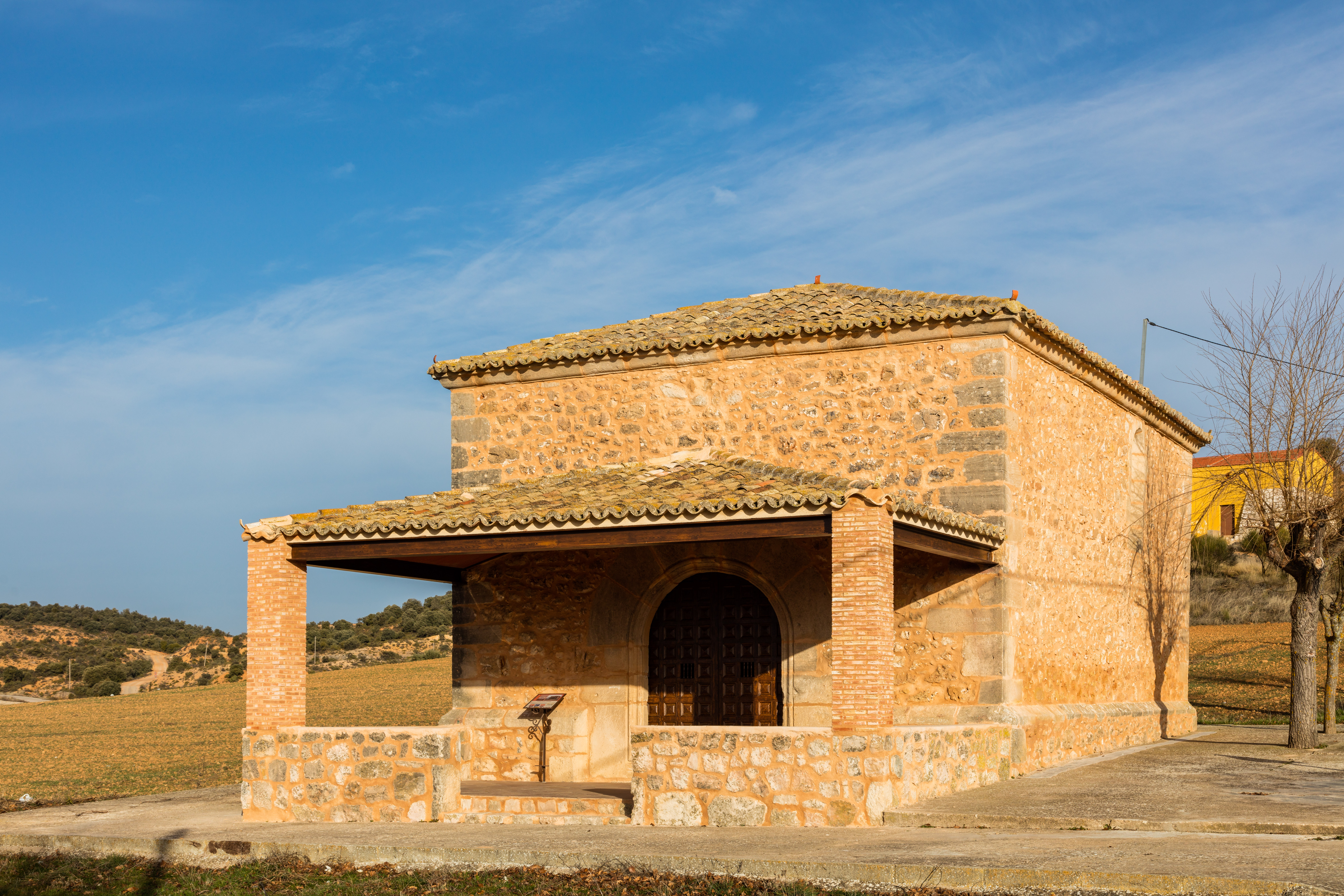
Barbarakapelle

- Barbarakapelle